# Mauro Tassotti
Mauro Tassotti (Roma, 19 de gener de 1960) és un entrenador i exfutbolista italià que jugava principalment com a lateral dret. Actualment exerceix d'entrenador ajudant al Genoa. Després de debutar a la Sèrie A amb la Lazio, va jugar amb l'AC Milan durant 17 anys. Va guanyar 17 títols importants amb el Milà, incloent cinc campionats de la Sèrie A i tres tornejos de la UEFA Champions League, arribant a cinc finals en total. Se'l recorda sobretot pel seu paper al costat de Paolo Maldini, Franco Baresi, Alessandro Costacurta, Filippo Galli i Christian Panucci a la línia de defensa de Milà sota els entrenadors Arrigo Sacchi i Fabio Capello, formant el que molts consideren en aquest esport com a una de les millors línies defensives de tots els temps.
Internacional italià a principis dels anys 90, Tassotti només va entrar a la selecció amb Sacchi, quan ja tenia 30 anys, ajudant Itàlia a classificar-se per a la Copa del Món de la FIFA de 1994. Tassotti continuaria representant la seva nació al torneig final, guanyant una medalla de subcampió, tot i que va ser expulsat per a la segona meitat del torneig. Abans de la seva carrera sènior a Itàlia, anteriorment també havia representat Itàlia a nivell sub-21, i va participar als Jocs Olímpics de 1988 amb l'equip sub-23, acabant en quart lloc.
Després de retirar-se el 1997, Tassotti va romandre vinculat al Milan en diversos càrrecs: va treballar com a entrenador juvenil, com a entrenador adjunt, com a entrenador interí i posteriorment com a buscador de talents, fins que va deixar el club el 2016 per unir-se a la selecció d'Ucraïna com a entrenador ajudant.

## Carrera de club
Nascut a Roma, Tassotti va jugar la seva primera temporada professional amb el club local Lazio l'any 1978–79, on aviat es va convertir en membre del primer equip la temporada següent, fent el seu debut a la Sèrie A el 5 de novembre de 1978. Durant les seves dues temporades amb la Lazio, va fer 41 aparicions a la Sèrie A i 47 en totes les competicions.

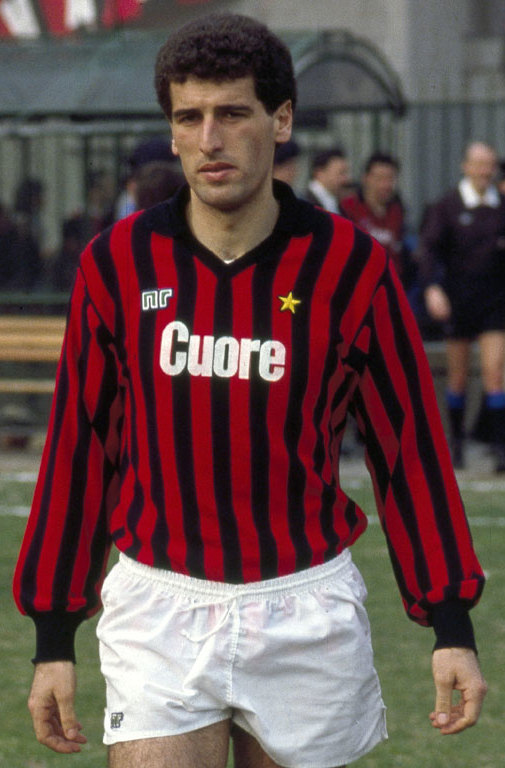
Mauro Tassotti amb l'AC Milan durant la temporada 1983–84

Després del descens de la Lazio i l'AC Milan a la Sèrie B a causa de la seva implicació en l'escàndol d'arranjament de partits de 1980, va ser cridat per l'equip milanès i transferit al lateral, convertint-se en membre del primer equip al costat del capità i defensa Franco Baresi. així com Filippo Galli, durant un període fosc de la història futbolística de Milà, sota l'entrenador Nils Liedholm. Va debutar a Milà el 24 d'agost de 1980, a la Sèrie B, en una victòria a casa per 1-0 davant el Catania. Milan va guanyar el títol de la Sèrie B aquella temporada per tornar a la Sèrie A, amb Tassotti emergint com un dels millors jugadors del club. Tot i guanyar la Copa Mitropa la temporada següent, el Milan no va poder romandre a la Sèrie A, acabant tercer últim, i va ser relegat una vegada més a la Sèrie B. El Milan va poder guanyar la Sèrie B de nou la temporada següent per tornar a la Sèrie A. Tot i que aquest va ser un període bastant desolador en la història del club, ja que no va aconseguir dominar la lliga ni aconseguir un trofeu, l'equip va arribar a la final de la Copa Itàlia durant la temporada 1984-85, i va poder classificar-se regularment per a les competicions europees., acabant sovint a la meitat superior de la taula.
Tassotti es va convertir en una figura central de l'equip de Milà de finals dels anys vuitanta i principis dels noranta sota Arrigo Sacchi i, posteriorment, Fabio Capello, normalment amb la samarreta del número 2. Tassotti va ser un component clau d'una forta defensa al costat de Paolo Maldini, Franco Baresi i Alessandro Costacurta, jugant principalment com a lateral dret i de vegades com a central, davant dels porters Giovanni Galli i, posteriorment, Sebastiano Rossi . Els quatre darreres del Milan d'aquest període es considera un dels més grans de tots els temps. Sota Sacchi, Tassotti va ser nomenat vicecapità després de Baresi, i va guanyar el títol de la Sèrie A 1987–88, seguit de la Supercoppa Italiana, i títols consecutius de la Copa d'Europa, el 1989 i el 1990 . A més, Tassotti va guanyar dues Copes Intercontinentals ( 1989, 1990 ) i dues Supercopes de la UEFA ( 1989, 1990 ), arribant també a la final de la Copa Itàlia 1989–90 . Durant la temporada 1987–88, Tassotti va ajudar el Milan a concedir només 14 gols a la Sèrie A, acabant l'any amb la millor defensa.
Sota Capello, Tassotti arribaria a tres finals consecutives de la Lliga de Campions amb el Milan, guanyant la Lliga de Campions el 1994 com a capità, a causa de l'absència de Franco Baresi, i arribant també a la final el 1993 i 1995. També va guanyar tres títols consecutius de la Sèrie A amb el club a les temporades 1991–92, 1992–93 i 1993–94, afegint-ne un altre durant la temporada 1995–96, a més de la Supercopa de la UEFA de 1994 i tres títols consecutius de la Supercopa Italiana. entre 1992 i 1994. A la temporada 1991–92, el Milan va guanyar el títol invicte, marcant un rècord de 74 gols, i es va mantenir invicte durant 58 partits a la Sèrie A. La 1993–94, Tassotti va tornar a ajudar el Milan a acabar la lliga amb la millor defensa, només encaixant 15 gols. En les seves últimes temporades al Milà sota Capello, va començar a ser utilitzat amb menys freqüència, a causa de la seva avançada edat i l'aparició de Christian Panucci en el seu càrrec. Juntament amb el seu company d'equip Baresi, Tassotti es va retirar del club al final de la temporada 1996–97 . En total, va jugar 429 aparicions a la Sèrie A amb el Milan, marcant 8 gols, i 583 aparicions en total amb clubs, marcant 10 gols.

## Carrera internacional
Tassotti no va guanyar el seu primer partit amb Itàlia fins als 32 anys, amb Arrigo Sacchi, en un empat a casa 2-2 contra Suïssa en un partit de classificació per a la Copa del Món de la FIFA de 1994 el 14 d'octubre de 1992. Això va ser en part a causa de l'abundància d'altres defensors italians de classe mundial, ja que el predecessor de Sacchi, Azeglio Vicini, el passava per alt constantment, que va preferir desplegar els laterals amb els quals havia treballat durant el seu mandat com a entrenador sub-21 d'Itàlia, malgrat les excel·lents actuacions de Tassotti en el club. Tassotti havia jugat anteriorment a Itàlia a nivell sub-21, i va representar la nació als Jocs Olímpics d'estiu de 1988, al costat de Paolo Maldini, on Itàlia va arribar a les semifinals, acabant en quarta posició.

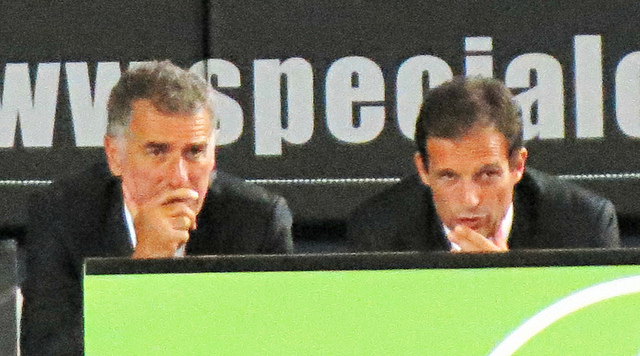
Tassotti i Massimiliano Allegri durant el partit AC Milan – Reial Madrid al Yankee Stadium de Nova York

Després de participar en els partits de classificació per a la Copa del Món d'Itàlia de 1994 i en els amistosos internacionals amb Sacchi, Tassotti va jugar l'edició de 1994 als Estats Units, on Itàlia va arribar a la final, perdent contra Brasil als penals. Aquest seria l'únic torneig en què participaria amb Itàlia. A la fase de grups, Tassotti va començar la derrota per 1-0 davant la República d'Irlanda i la seva següent aparició va ser el partit de quarts de final contra Espanya. Tanmateix, en el partit dels quarts de final, Tassotti va donar un colze a la cara al migcampista espanyol Luis Enrique durant el temps de descompte de la segona part, trencant el nas de l'espanyol. El gest no va ser vist per l'àrbitre, i Tassotti no va ser cridat per falta ni amonestat en aquell moment. Itàlia va guanyar el partit per 2-1. Després de revisar el partit, els responsables de la FIFA van suspendre Tassotti durant vuit partits, la sanció més llarga en la història del Mundial fins que el davanter uruguaià Luis Suárez el 2014 per mossegar el defensa italià Giorgio Chiellini en l'últim partit del grup del seu equip. Tassotti mai va tornar a jugar internacionalment. Més tard, Tassotti va dir que havia lamentat profundament i instantàniament les seves accions, qualificant-les d'"estúpids", tot i que també afirmaria que el gest no havia estat premeditat sinó purament instintiu, ja que Luis Enrique s'havia anat estirant la camisa. Més tard es va disculpar personalment amb Luis Enrique. En total, Tassotti va fer 7 aparicions amb Itàlia entre 1992 i 1994.

## Carrera com a entrenador

### AC Milan

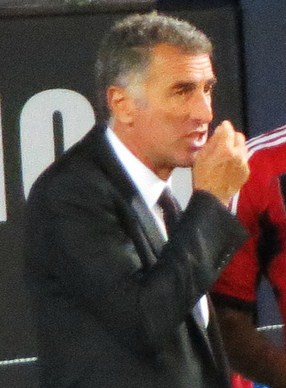
Tassotti com a entrenador de l'AC Milan

Després de la seva retirada el 1997, Tassotti va ocupar un lloc d'entrenador al sistema juvenil de Milà, guanyant el Torneo di Viareggio amb l'equip juvenil de l'AC Milan el 1999 i el 2001. El 2001, després de l'acomiadament de l'entrenador Alberto Zaccheroni, va exercir com a entrenador interí del club sènior i va entrenar el Milan durant la resta de la temporada de la Sèrie A 2000-01, al costat de Cesare Maldini, ajudant el club a classificar-se per a la Copa de la UEFA. abans de ser substituït per Fatih Terim al final de la temporada. A la temporada 2001-02, Tassotti es va unir al cos tècnic del Milà sota l'antic company Carlo Ancelotti com a assistent d'entrenador, i va conservar el seu càrrec després de la marxa d'aquest últim, sota Leonardo, Massimiliano Allegri, Clarence Seedorf i Filippo Inzaghi. El gener de 2014, va actuar com a entrenador provisional per a un partit, una victòria a casa per 3-1 sobre Spezia Calcio per a la Copa Itàlia de la campanya després de la destitució de Massimiliano Allegri i abans del nomenament de Clarence Seedorf. El juliol de 2015, va començar a treballar com a buscador de talents per a Milà.

### Selecció d'Ucraïna
Tassotti va rescindir el seu contracte amb el Milan el 12 de juliol de 2016, concloent els seus 36 anys de carrera al club. el seu contracte havia de caducar el juny de 2017. Més tard es va informar que Tassotti havia ocupat un lloc d'entrenador adjunt a la selecció d'Ucraïna, juntament amb l'entrenador del Milan Youth System Andrea Maldera, sota l'antic entrenador adjunt de la selecció, Andriy Shevchenko, que abans també jugava al Milan com a davanter i que va ser nomenat el nou entrenador de l'equip.

## Estil de joc
Tassotti va ser utilitzat principalment com a lateral dret, però també podia jugar de central quan fos necessari, i sovint va jugar aquest paper al principi de la seva carrera. Fins i tot va jugar de migcampista central o defensiu de vegades. Considerat com un dels millors defensors d'Itàlia i un dels millors laterals de la seva generació, és recordat sobretot pel seu paper al costat de Maldini, Baresi, Galli i Costacurta. a la llegendària línia de fons de Milà de finals de la dècada de 1980 i principis de la dècada de 1990, sota Sacchi i Capello, que es considera una de les millors defenses de tots els temps. Tassotti era un lateral tenaç i de ment defensiva que era conegut per la seva força, anticipació i consciència defensiva, així com per la seva capacitat de marcatge, sentit posicional i intel·ligència tàctica. Aquests atributs el van fer extremadament hàbil a l'hora de llegir el partit i de cobrir defensivament als seus companys, i li van permetre destacar en el sistema de marcatge zonal del Milan, que utilitzava una línia defensiva alta i la trampa del fora de joc. Mentre era a la Lazio, es va guanyar la reputació de ser un defensa agressiu i dur de jove, amb un caràcter fort. Al Milà, es va convertir en un jugador més prudent, compost i coherent, cosa que li va portar a ser sobrenomenat "El professor".
Tot i que Tassotti destacava sobretot defensivament, va ser un lateral modern i versàtil que també va ser un dels primers jugadors en la seva posició en ser capaç de ser una amenaça ofensiva, pel seu ritme, atletisme, resistència, tècnica, control i distribució. així com la seva habilitat per fer carreres d'atac superposades, driblar i oferir centrades i assistències precises des de la banda dreta. Tot i que inicialment no era conegut per ser especialment hàbil, Tassotti també va ser molt considerat per la seva elegància en la pilota i la seva habilitat tècnica, que va poder millorar àmpliament sota la tutela de l'entrenador Nils Liedholm mentre estava a Milà. Això va portar posteriorment als seus companys a donar-li el sobrenom del nou " Djalma Santos ", a més del seu altre sobrenom, " Il Tasso " ("El teixó" en italià).

## Estadístiques de la carrera

### Club
| Club          | Temporada     | Lliga         | Lliga | Lliga | Coppa Italia | Coppa Italia | Europa | Europa | Altres | Altres | Total | Total |
| Club          | Temporada     | Division      | Apps  | Gols  | Apps         | Gols         | Apps   | Gols   | Apps   | Gols   | Apps  | Gols  |
| ------------- | ------------- | ------------- | ----- | ----- | ------------ | ------------ | ------ | ------ | ------ | ------ | ----- | ----- |
| Lazio         | 1978–79       | Serie A       | 14    | 0     | 1            | 0            | –      | –      | –      | –      | 15    | 0     |
| Lazio         | 1979–80       | Serie A       | 27    | 0     | 5            | 0            | –      | –      | –      | –      | 32    | 0     |
| Lazio         | Total         | Total         | 41    | 0     | 6            | 0            | –      | –      | –      | –      | 47    | 0     |
| AC Milan      | 1980–81       | Serie B       | 33    | 0     | 3            | 0            | –      | –      | –      | –      | 36    | 0     |
| AC Milan      | 1981–82       | Serie A       | 24    | 0     | 4            | 0            | –      | –      | 5      | 0      | 33    | 0     |
| AC Milan      | 1982–83       | Serie B       | 32    | 0     | 9            | 1            | –      | –      | –      | –      | 41    | 1     |
| AC Milan      | 1983–84       | Serie A       | 30    | 1     | 7            | 0            | –      | –      | –      | –      | 37    | 1     |
| AC Milan      | 1984–85       | Serie A       | 24    | 1     | 10           | 0            | –      | –      | –      | –      | 34    | 1     |
| AC Milan      | 1985–86       | Serie A       | 28    | 0     | 6            | 0            | 6      | 0      | 2      | 0      | 42    | 0     |
| AC Milan      | 1986–87       | Serie A       | 25    | 1     | 4            | 0            | –      | –      | –      | –      | 29    | 1     |
| AC Milan      | 1987–88       | Serie A       | 28    | 0     | 7            | 0            | 4      | 0      | –      | –      | 39    | 0     |
| AC Milan      | 1988–89       | Serie A       | 32    | 2     | 3            | 0            | 9      | 0      | 1      | 0      | 43    | 2     |
| AC Milan      | 1989–90       | Serie A       | 29    | 3     | 2            | 0            | 9      | 0      | 1      | 0      | 41    | 3     |
| AC Milan      | 1990–91       | Serie A       | 28    | 0     | 2            | 0            | 6      | 0      | 1      | 0      | 37    | 0     |
| AC Milan      | 1991–92       | Serie A       | 33    | 0     | 5            | 0            | –      | –      | –      | –      | 38    | 0     |
| AC Milan      | 1992–93       | Serie A       | 27    | 0     | 5            | 0            | 9      | 1      | 1      | 0      | 42    | 1     |
| AC Milan      | 1993–94       | Serie A       | 21    | 0     | 1            | 0            | 10     | 0      | 2      | 0      | 34    | 0     |
| AC Milan      | 1994–95       | Serie A       | 12    | 0     | 4            | 0            | 7      | 0      | 2      | 0      | 25    | 0     |
| AC Milan      | 1995–96       | Serie A       | 15    | 0     | 2            | 0            | 3      | 0      | –      | –      | 20    | 0     |
| AC Milan      | 1996–97       | Serie A       | 10    | 0     | 1            | 0            | 1      | 0      | –      | –      | 12    | 0     |
| AC Milan      | Total         | Total         | 429   | 8     | 75           | 1            | 64     | 1      | 15     | 0      | 583   | 10    |
| Total carrera | Total carrera | Total carrera | 470   | 8     | 81           | 1            | 64     | 1      | 15     | 0      | 630   | 10    |

1. ↑  Vegeu[1][2][3][4][5][6][7][8][9]
2. ↑  Includes Lliga de Campions de la UEFA, UEFA Cup and Supercopa d'Europa de futbol.

### Internacional
| Selecció nacional | Any   | Partits | Gols |
| ----------------- | ----- | ------- | ---- |
| Itàlia            | 1992  | 1       | 0    |
| Itàlia            | 1993  | 1       | 0    |
| Itàlia            | 1994  | 5       | 0    |
| Total             | Total | 7       | 0    |

## Palmarès

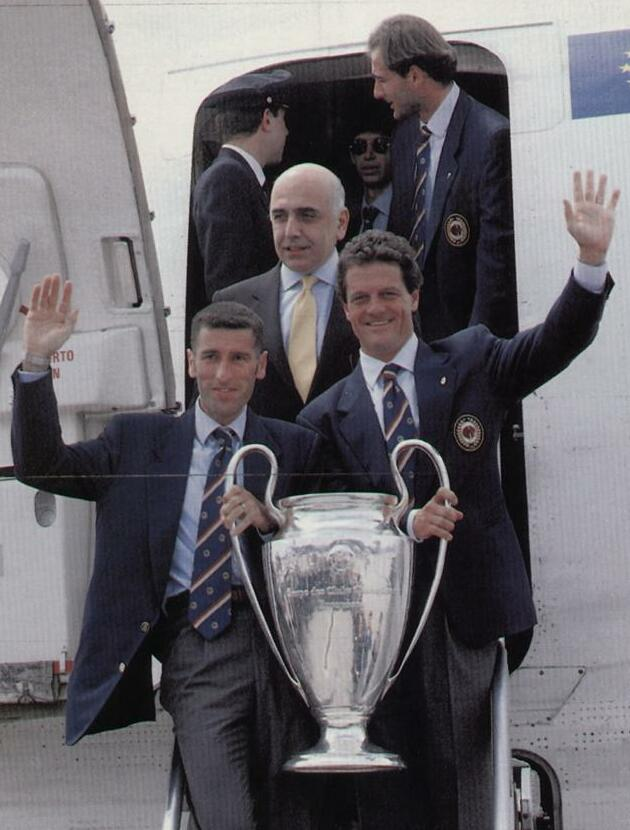
Tassotti (esquerra) té el trofeu de la UEFA Champions League juntament amb l'entrenador Fabio Capello, després de la victòria de Milà a l'edició 1993–94 del torneig.

### Jugador
AC Milan
- Sèrie A: 1987–88, 1991–92, 1992–93, 1993–94, 1995–96
- Sèrie B: 1980–81, 1982–83
- Supercopa Italiana: 1988, 1992, 1993, 1994
- Lliga de Campions de la UEFA: 1988–89, 1989–90, 1993–94
- Supercopa de la UEFA: 1989, 1990, 1994
- Copa Intercontinental: 1989, 1990

Itàlia
- Subcampió de la Copa del Món de la FIFA: 1994[10]

Individual
- Equip de l'any Sèrie A: 1987, 1988[42]
- Premio Nazionale Carriera Esemplare "Gaetano Scirea": 1996[43]
- Saló de la fama de l'AC Milan[10]